# Bythocarides
Bythocarides is een geslacht van kreeftachtigen uit de klasse van de Malacostraca (hogere kreeftachtigen).

## Soort
- Bythocarides menshutkinae Sokolov, 2002